# Трудовые ресурсы Казахстана
Трудовые ресурсы Казахстана — это численность экономически активного населения (Комитет по статистике МНЭ РК с 2016 года использует термин "рабочая сила") в Республике Казахстан. По данным на декабрь 2024 года, численность экономически активного населения в Казахстане составляла 9,2 млн человек, из них по найму работали 7 млн человек или 76,6% от общего числа занятых в экономике, являлись самостоятельно занятыми – 2,1 млн человек или 23,4% от общего числа занятых в экономике, безработные — 448,2 тыс.человек.

## Безработица
По данным на четвертый квартал 2024 года, уровень официальной безработицы составляет 4,6%.
По состоянию на 2024 год больше всего безработных насчитывалось в Алматы: 51,9 тыс. человек — на 0,4% больше, чем годом ранее. Вторую и третью строчки антилидерства занимали Туркестанская (40,9 тыс. человек) и Алматинская (35,5 тыс. человек) области.
Наименьшая численность безработных наблюдалась в Улытауской (4,2 тыс. человек), Северо-Казахстанской (13,1 тыс. человек) и Абайской (14,5 тыс. человек) областях.
Наиболее распространенной причиной безработицы остается невозможность найти работу: в 2024 году это затронуло 112,6 тыс. казахстанцев — на 37,9% больше, чем годом ранее.
На втором месте оказалось увольнение по собственному желанию (104,8 тыс. человек), на третьем — отсутствие работы по семейным обстоятельствам (61,5 тыс. человек).
В число других причин безработицы вошли ликвидация или банкротство организации, а также сокращение штата (50,3 тыс. человек), ведение домашнего хозяйства (44,2 тыс. человек), проблемы со здоровьем (17,6 тыс. человек), завершение срока трудового договора (17,3 тыс. человек), отсутствие работы после окончания учебного заведения (16,6 тыс. человек) и сезонный характер работы (10,3 тыс. человек).
Многочисленные эксперты заявляют о заниженных показателях фактической безработицы. Согласно расчетам независимого экономиста Рахима Ошакбаева реальная безработица в Казахстане достигает 15%. Такие же показатели приводит социолог общественного фонда «Стратегия» Серик Бейсембаев; по словам исследователя, существуют верхние и нижние слои неформально занятых. Первые осознанно выбирают неформальный рынок, не входят в социально уязвимые слои населения и потенциально получают реальную заработную плату выше, чем если бы работали на легальной основе. Нижний слой неформально занятых крайне уязвим, они в связи с недостатком квалификации или по другим причинам не имеют возможности трудоустроиться на легальной основе. В неформальном секторе их ждет, как правило, низкооплачиваемый труд. Существует проблема низкого качества образования, в ходе опросов среди молодежи были случаи, когда люди имели по два высших образования, но работали таксистами, так как не могли даже с наличием диплома устроиться по специальности.
После распада СССР в основу программ перехода к рыночной экономике в Казахстане были положены монетаристские модели экономической политики. К факторам, влияющим на общий уровень безработицы, относятся процессы, связанные со структурными сдвигами в экономике, развитием новых хозяйственных форм, приватизацией, с введением принципа добровольности труда, а также факторы, замедляющие вовлечение рабочей силы в производство и сферу услуг. Наиболее сложное положение с занятостью сложилось в тяжёлой промышленности, добывающих отраслях, ориентированных на внутренний рынок. 

## Занятость
| Отрасли экономики                                                          | Всего     | Мужчины   | Женщины   |
| -------------------------------------------------------------------------- | --------- | --------- | --------- |
| Во всех отраслях                                                           | 9 188 013 | 4 782 533 | 4 405 480 |
| Сельское, лесное и рыбное хозяйство                                        | 1 408 999 | 797 585   | 611 414   |
| Промышленность                                                             | 1 022 972 | 700 277   | 322 695   |
| Строительство                                                              | 694 534   | 500 413   | 194 121   |
| Оптовая и розничная торговля; ремонт, автомобилей, мотоциклов              | 1 353 746 | 643 224   | 710 522   |
| Транспорт и складирование                                                  | 513 331   | 348 726   | 164 605   |
| Услуги по проживанию и питанию                                             | 250 483   | 109 696   | 140 787   |
| Информация и связь                                                         | 257 861   | 144 417   | 113 444   |
| Финансовая и страховая деятельность                                        | 180 612   | 74 321    | 106 291   |
| Операции с недвижимым имуществом                                           | 320 766   | 145 375   | 175 391   |
| Профессиональная, научная и техническая деятельность                       | 275 806   | 136 538   | 139 268   |
| Деятельность в области админист- ративного и вспомогательного обслуживания | 313 063   | 164 542   | 148 521   |
| Государственное управление и оборона; обязательное социальное обеспечение  | 399 391   | 239 159   | 160 232   |
| Образование                                                                | 881 174   | 253 835   | 627 339   |
| Здравохранение и социальные услуги                                         | 470 804   | 142 817   | 327 987   |
| Искусство, развлечения и отдых                                             | 167 821   | 72 709    | 95 112    |
| Предоставления прочих видов услуг                                          | 676 650   | 308 899   | 367 751   |